# Meloboris leucaniae
Meloboris leucaniae là một loài tò vò trong họ Ichneumonidae.